# Échec à la mort
Série des films avec Basil Rathbone dans le rôle de Sherlock Holmes
Sherlock Holmes à Washington
(1943) La Femme aux araignées
(1944)
Pour plus de détails, voir Fiche technique et Distribution.
Échec à la mort (Sherlock Holmes Faces Death) est un film américain réalisé par Roy William Neill, sorti en 1943. 
Il s’agit du sixième film avec Basil Rathbone et Nigel Bruce dans les rôles respectifs de Sherlock Holmes et du docteur Watson.
Le scénario est librement inspiré de la nouvelle Le Rituel des Musgrave de Conan Doyle.

## Synopsis
Une querelle de famille éclate à Hulstone Towers, dans le Northumberland, entre Geoffrey et Phillip Musgrave et leur sœur Sally à propos de l'affection qu'elle porte au Capitaine Pat Vickery, un pilote américain en convalescence à la propriété. Peu après, un médecin traitant, le Dr Bob Sexton, est apparemment agressé alors qu'il se promène. Le médecin responsable de l'établissement, le Dr John Watson, se rend alors à Londres et demande à son ami Sherlock Holmes d'enquêter. À leur arrivée au manoir, Holmes et Watson découvrent le corps assassiné de Geoffrey, un crime qui a eu lieu juste sous les yeux de l'Inspecteur Lestrade de Scotland Yard.
L'inspecteur de police arrête rapidement Vickery, mais Holmes doute de sa culpabilité. Le lendemain, Sally effectue le « Rituel des Musgrave », une cérémonie par laquelle Phillip est désigné comme étant le nouveau chef de famille. Holmes questionne le vieux maître d'hôtel Alfred Brunton à propos des Musgraves, mais, à la suite de cela, ce dernier est licencié par Phillip. Le lendemain matin, le cadavre de Phillip est trouvé dans le coffre de la voiture familiale, et Lestrade suspecte immédiatement Brunton. 
Réalisant que la clé de ces meurtres peut être dans le "Rituel des Musgrave", Holmes et Watson fouillent la chambre de Sally, et trouvent le rituel de la cérémonie caché dans une horloge. Puis, ils utilisent le carrelage du hall du manoir comme un jeu d'échecs géant, avec des membres du personnel comme pièces et le rituel comme guide. Grâce à cela, Holmes découvre l'ancienne crypte funéraire des Musgrave au-dessous de la cave, et à l'intérieur le corps de Brunton assassiné. Affirmant que Musgrave avait écrit le nom de son meurtrier dans le sang, Holmes fait semblant d'aller en ville pour se procurer les produits chimiques nécessaires à la lecture du message, mais il attend en fait dans la crypte l'arrivée de l'assassin. Holmes capture alors Sexton, expliquant que le médecin avait découvert une ancienne concession de terres qui aurait rendu les Musgrave millionnaires, qu'il avait tué les deux frères dans l'espoir d'épouser Sally, afin hériter des richesses. Après une brève escarmouche, Sexton désarme le détective et confesse tout, y compris le meurtre du maître d'hôtel, pour découvrir qu'en fait le revolver de Holmes est chargé à blanc. Il est ensuite arrêté par Lestrade et Watson. 
Par la suite, Sally brûle le document, précisant qu'elle n'est pas prête à devenir riche en prenant la terre à des paysans et des travailleurs innocents . En route vers Londres, Holmes explique à Watson que le désintéressement de Sally est représentatif d'un nouvel esprit qui balaie l'Angleterre.

## Fiche technique
- Titre original : Sherlock Holmes Faces Death
- Titre français : Échec à la mort
- Réalisation : Roy William Neill
- Scénario : Bertram Millhauser
- Photographie : Charles Van Enger
- Montage : Fred Feitshans
- Production : Universal Pictures Company, Inc.
- Pays de production :  États-Unis
- Langue : Anglais
- Format : Noir et blanc - Son Mono (Western Electric Sound System)
- Genre : Mystère
- Durée : 68 minutes
- Date de sortie :
  - États-Unis : 17 septembre 1943

## Distribution
- Basil Rathbone : Sherlock Holmes
- Nigel Bruce : Dr Watson
- Dennis Hoey : Inspecteur Lestrade
- Arthur Margetson : Dr Sexton
- Hillary Brooke : Sally Musgrave
- Halliwell Hobbes : Alfred Brunton
- Milburn Stone : Pat Vickery
- Gavin Muir : Phillip Musgrave
- Frederic Worlock : Geoffrey Musgrave
- Charles Coleman (non crédité) : un policier
- Peter Lawford : Jeune marin au bar (non crédité)